# Luisetaines
Luisetaines is een gemeente in het Franse departement Seine-et-Marne (regio Île-de-France) en telt 226 inwoners (2005). De plaats maakt deel uit van het arrondissement Provins.

## Geografie
De oppervlakte van Luisetaines bedraagt 5,1 km², de bevolkingsdichtheid is 44,3 inwoners per km².
De onderstaande kaart toont de ligging van Luisetaines met de belangrijkste infrastructuur en aangrenzende gemeenten.

## Demografie
Onderstaande figuur toont het verloop van het inwonertal (bron: INSEE-tellingen).